# Дубинский (посёлок)
Дубинский — посёлок в Искитимском районе Новосибирской области. Входит в состав Верх-Коенского сельсовета.

## География
Площадь посёлка — 37 гектар

## Население
| 2002 | 2007 | 2010 |
| ---- | ---- | ---- |
| 72   | →72  | ↘20  |

## Инфраструктура
В посёлке по данным на 2007 год отсутствует социальная инфраструктура.